# Средно училище с хуманитарно-естетически профил „Св. св. Кирил и Методий“
Средно училище с хуманитарно-естетически профил „Св. св. Кирил и Методий“, накратко СУХЕП „Св. св. Кирил и Методий“ е средно училище в българския Бургас. То е най-старото училище в града. Прием в училището се извършва след 1-ви, след 5-и и след 7-и клас.
Учениците от гимназиалния етап на обучение са разпределени в три профила – хуманитарен, технологичен и изкуства. В учебния план като втори профил е въведен и английски език. От 2011 година учениците получават и сертификат от Асоциацията на Кеймбридж училищата.

## История

### Начало на Българската просвета и основаване на училището
Основите на народната просвета в Бургас са положени през 1865, когато в Бургас е открито първото българско училище. До този момент в града действа едно гръцко училище. Българското училище е частно, издържано от училищни такси и волни пожертвувания и е обучавало по програмата на старите Килийни училища. Като учебни предмети се преподавали църковните книги: филида, октоих, псалтир, апостол, църковно пеене, писане и четирите аритметични действия.
В края на 1867 година в Бургас се заселва изгонения от Созопол поп Георги Стоянов Джелепов, родом от Звездец. Той дава силен тласък на борбата за независима българска църква и народното просвещение в пристанищния град. На 11 май 1868 година поп Георги свиква съвещание на първенците в града и изяснявайки значението на този празник като ден на българската просвета поставя въпроса за откриване на българска църква и училище. 
Поп Георги развивал апостолска дейност по признаването на българската кауза и установяването на българската църква в целия Бургаски район – от Анхиалско (Поморийско), Месемврийско (Несебърско), през Малкотърновско до Лозенградско, като посетил над 300 села. 
На 24 май 1868 г. в Бургас направили вторият сериозен опит за честване на паметта на братята Кирил и Методий, след като първият опит бил провален от гръцките свещеници, като затварили църквата и излезли извън града, въпреки че били официално поканени на богослужението. За честването на всеславянския празник през 1868г. поп Георги замислил да не се търси съдействието на гръцките свещеници. Това първо честване на светите братя се провело на открито извън града, край вятърната мелница на Христо Бората (Мелницата на Бората). Тогава това било някъде в района на днешната Трета поликлиника, в близост до ул. “Генерал Гурко”. 
Поп Георги застанал начело на новото църковно-училищно настоятелство, организирано от него и още в първото заседание на настоятелството било взето решение да се намерят средства чрез подписка и дарения за откриване на българско училище и черква, като за тая цел той сам отстъпил собствената си къща в Бургас, на мястото, къето днес се издига катедрала „Св. Св. Кирил и Методи”. След известно приспособление църквата и училището били вече готови за служене в тях и през 1869 г. била извършена първата църковна служба на църковно-славянски език от поп Георги.
За осъществяването на идеята на поп Георги за българско училище в Бургас е създадена от Димитър Бракалов, Яни Русалиев, Койчо Райков, Никола Камбуров и Сава Хаджидечев самостоятелна българска община, която организира подписка и събиране на волни пожертвования от българското население в града, а самия Джелепов дава своята къща за основаване на българско класно училище.
През същата 1869г. било открито наново и българското училище, като за учител бил условен Боян (Стилиян) Керемидчиев от Ямбол, а за свещеник бил поканен поп Димитър от Карнобат. Поп Георги се отдал на апостолска служба за духовно и политическо освобождение на своите братя. Поп Георги се явил на историческата сцена в един момент, когато църковната борба е била в своя разгар, но и идеята за политическа свобода била също доста назряла. Но той, макар да е бил съучастник и на тая идея, смятал, че духовното ни освобождение трябва да предшества политическото.
На 20 април 1869 година, първият ден на Великден, след застъпничество на българската общини в Бургас и Цариград, е получено разрешението за откриване на българската църква „Св. св. Кирил и Методий“ и българско училище в град Бургас. Така българската черковно-училищна община открива заедно с българската църква Първото българско класно училище в Бургас, чийто наследник е днешното СУХЕП „Св. св. Кирил и Методий“. За първи учител общината кани Боян Петров Керемедчиев, родом от Ямбол, учител в Осман-пазарското българско училище. Първоначално в училището се записват само три абаджийски чираци. До края на учебната 1870 година техния брой нараства на 15, като повечето ученици са деца на българи от околните села и деца на българи, женени за гъркини.
Българското класно училище се развива трудно поради липса на средства и постоянни пречки от страна на фанариотите в града. През 1872 година Керемедчиев напуска и неговото място заема апостол революционера Сава Катрафилов. Бъдещея четник на Ботев, Катрафилов не се задържа дълго и през 1875 година в Бургас главен учител става Стоян Шивачев от Малко Търново. Той заварва в училището 25 ученика, но благодарение на неговата енергичност в края на учебната година техния брой нараства до 70. Шивачев поставя началото на тържественото честване на положените годишните изпити, на който присъстват представители на духовенството и официални лица. По време на Руско-турска война (1877 – 1878) положението на училището се влошава, а в края на учебната 1877/78 година Шивачев минава на служба в новосъздадения Градския съвет.

### Първи години след Освобождението
В първата година след Освобождението за учителка е избрана Теофана Маркова-Каракостова, която въвежда за първи път разделянето на учениците на отделения (първо и второ). Занятията продължават да се водят в дъсчената къща на поп Георги. На следващата учебна 1878/79 година училището е раздело на две – мъжко, което продължава занятията си в къщата на поп Георги и девическо, което е преместено в наета частна къща.
На 16 февруари 1888 година при пожар изгаря училището „Св. св. Кирил и Методий“. Училищното настоятелство отправя молба към градско-общинската комисия за отпускане на средства за неговото възстановяване. Решението е взето на 13 юли 1888 година. То гласи: Поради липса на средства за ремонт на училището да се представи място за построяването на ново училище около арменските наречени гробища в улица „Св. св. Кирил и Методий“ гдето, се предполага отдавна построяването на българска черква. През 1895 година останките от къщата на поп Георги са съборени и на тяхно място е изградена сегашната масивна църква „Св. св. Кирил и Методий“.

### Нова сграда и разширяване на профила
През 1932 година на площад „Св. св. Кирил и Методий“ срещу църквата е била изградена масивната сграда на народно основно училище „Св. св. Кирил и Методий“. Състояло се от два етажа и сутерен. В двата етажа имало по девет учебни стаи, или общо осемнадесет, без помещенията в сутерена. Първите учебни занятия започват през учебната 1933/1934 година, като първоначално за директор е избран Коста Чиликов, заменен през септември 1934 г. от Григор Златапов. Новата прогимназия е с петнадесет паралелки: шест паралелки първи клас, четири паралелки втори клас и пет паралелки пети клас. Пръвите учители в училище „Свети Свети Кирил и Методий“ са Георги Попов, Димитър Лараджов, Мильо Милев, Пеша Шишкова, Стоян Павлов, Георги Димитров, Стоянка Парцалева, Ана Димитрова, Димо Павлов и други.
В края на 1936/1937 учебна година всички ученици минават в по-горен курс. Това става на основание Окръжно № 3356, по силата на което се повишава успехът и поведението на всички ученици с една единица по случай рождението на престолонаследника Симеон Сакскобургготски. През следващата учебната година училището има прогимназия с двадесет и шест паралелки за първи, втори и трети клас: 638 момчета и 628 момичета, и начален курс с петнадесет паралелки: 437 момичета и 408 момчета, две полудневни детски градини. На 15 април 1938 година се взема решение за се закупи училищно знаме с образите на Св. св. Кирил и Методий.
Във връзка с Втората световна война учебните занятия се повеждат на групи по домовете или в училище, с не повече от петдесет-шесдесет души. Занятията се водят през ден.

### Развитие по време на управлението на БКП
През учебната 1949/1950 година се създават единните училища и учениците от училище „Свети свети Кирил и Методий“ заедно с гимназиални ученици от Първа гимназия „Георги Сава Раковски“ образуват единно училище в сградата на гимназията. В сградата на прогимназията „Свети свети Кирил и Методий“ остава да води занятия Учителският институт. По-късно в сградата се създава Трето единно училище.
През учебната 1957/1958 година отново сградата се открива като самостоятелно народно основно училище „Св. св. Кирил и Методий“.
През учебната 1959/1960 година цялостната работа на училището е под знака на закона за свързване на обучението с живота. През следващите учебни години се въвежда самостоятелна работа на учениците.
През учебната 1966/1967 година е извършена система от мероприятия по практическо, интелектуално и естетическо възпитание на учениците.
През учебната 1971/1972 година започва създаване на модел на Единно средно политехническо училище по решение на Министерството на народната просвета. Година по-късно Народното основно училище „Свети свети Кирил и Методий“ се преобразува в Единно средно политехническо училище „Св. св. Кирил и Методий“. Открива се девети клас с три паралелки, и се въвежда ново учебно съдържание в първи клас. За първи път започват да се раздават безплатни учебници на първокласниците.
През май 1976 година за първи път се изпращат единадесетокласници – един випуск на ЕСПУ „Св. св. Кирил и Методий“. На следващата учебната година броят на учениците достига 1301, а учебните занятия започват на две смени, а 35 от учителите на ЕСПУ „Св. св. Кирил и Методий“ получават клас-квалификация.
През учебната 1979/1980 година третият етаж е освободен от Института по международен туризъм и е преустроен за провеждане на учебни занятия за учениции от девети до единадесети клас.
Бургаски окръг е обявен за окръг – първенец за 1980 година в областта на образованието. ЕСПУ „Св. св. Кирил и Методий“ е едно от водещите учебни заведения в града и в окръга и е единственото базово единно училище. Въвежда се нов учебен предмет „Морал и право“.
На 22 май 1981 година на площада пред училището е открита паметна плоча на поп Георги. През май 1982 година училището чества своя петдесетгодишен юбилей.
През учебната 1984/1985 година година броят на възпитаниците нараства до 1413, разпределени в петдесет паралелки.
За учебната 1984/1985 година ЕСПУ „Св. св. Кирил и Методий“ е Окръжен първенец, а през следващата година се сдобива с компютърна зала с 21 компютъра. За първи път в Бургаски окръг се въвежда факултативно обучение по информатика. За първи път в окръга в училище „Св. св. Кирил и Методий“ е открита експериментална паралелка по изобразително изкуство.

### От падането на комунизма до днес
През юли 1989 година за първи път се въвежда прием на ученици за I клас по методиката на Националната лаборатория към училището в Горна Баня-София. Приетите първокласници са разпределени в 4 паралелки с изучаване на чужди езици – английски, немски, френски и италиански от I клас. През учебната 1989/1990 година в ЕСПУ „Кирил и Методий“ са разкрити за първи път в град Бургас две паралелки по изобразително изкуство и една паралелка по български език и литература. През учебната 1990/1991 година са открити две нови паралелки по история и по география. С това се оформят двата профила на училището – „Хуманитарен“ и „Изкуства“. От учебната 1991/1992 година приемните изпити на учениците в паралелките с тези два профила се провеждат централизирано, съгласно Наредба на Министерството на образованието и науката, след завършен 7-и клас. Всяка паралелка е с подготвителен клас, в който се изучава интензивно английски, италиански, немски или френски език. От 1998 година учениците изучават и японски език под ръководството на г-н Мигура, г-ца Михоко Йошида и г-ца Маи Иваса.
От 1991 година ЕСПУ „Св. св. Кирил и Методий“ се преобразува в Средно хуманитарно естетическо училище (накратко СХЕУ) „Св. св. Кирил и Методий“. От април 1994 година СХЕУ „Св. св. Кирил и Методий“ се преобразува в СОУ с Хуманитарно-естетически профил „Св. св. Кирил и Методий“.
От 11 май 1993 г. ежегодно в залата на СБХ учениците абитуриенти от паралелките по изобразително изкуство откриват изложби с техни творби, а на 30 юли излиза първия брой на училищния вестник „Звън“.
На 4 декември 2001 г. училището открива собствена художествена галерия „Св. св. Кирил и Методий“, в която периодично се организират изложби на ученици и преподаватели от профил „Изкуства“.

## Директори
За периода от 1933 до 2011 година директори на училището са:
- Атанас Калфов (1933/1934 – 4 март 1934)
- Коста Чиликов (5 март 1934 – септември 1935)
- Григор Златанов (септември 1935 – 1945)
- Мария Рашева (1945/1946 – 1957/1958)
- Георги Хаджиатанасов (1957/1958 – април 1968)
- Веса Тръпкова (април 1968 – 1973/1974)
- Недялка Горинова (1973/1974 – 1976/1977)
- Димитър Вълчев (1976/1977 – 1978/1979)
- Вълко Кралев (1978/1979 – 1984/1985)
- Марчо Друмев (1984/1985 – 1987/1988)
- Милка Николова (1987/1988 – 1997†)
- Йорданка Ананиева (декември 1997 – 22 юли 1998)
- Рени Николова (от 23 юли 1998 – 2012)
- Милена Гиргицова (от 2012/2013)
- Снежана Няголова (2013-)

## Училищен вестник
На 30 април 1993 година под ръководството на журналиста Георги Райков ученици издават първия брой на училищния вестник „Звън“. Понастоящем вестника се издава от учениците, участващи в СИП Журналистика.

## Награди и отличия
Училището е носител на престижната награда „Екоучилище“. В изградената секция „Православие и краезнание“ към Енорийски духовно-просветителски център „Възнесение Господне“ и Дружеството на краеведите, учениците под ръководството на Милка Бихлюмова (преподавател по история), събират своите краеведски изследвания, които издават и книги. Под ръководството на учителите учениците ежегодно участват в международни, национални и регионални конкурси, на които винаги завоюват призови места.
От 2011 г. СУХЕП град Бургас е избрано за член на Асоциацията на Кеймбридж училищата в България. Връчен е сертификат за „Най-активно училище през 2011 г. сред новите училища – членове“. Всеки ученик, обучаван по системата на Кеймбридж училищата, в края на учебната година, получава сертификат от Асоциацията.

## Възпитаници
Сред възпитаниците на училището са:
- Георги Калоянчев, актьор
- Апостол Карамитев, актьор
- Любомир Бодуров
- Хиндо Касимов, актьор
- Милка Янакиева, певица и актриса
- Недялко Йорданов, поет, драматург и режисьор
- Мария Статулова, театрална и киноактриса
- Руси Чанев, актьор
- Енчо Халачев, режисьор и педагог
- Асен Жабленски, учен-музиколог, музикален теоретик и педагог, публицист
- проф. д-р Андрей Иванов
- Георги Баев, художник-маринист
- Емил Чакъров, музикант и диригент
- Сава Пиперов, актьор
- Димитър Николов, политик и кмет на Бургас